# Bodireddipalli, Srinivaspur
Bodireddipalli là một làng thuộc tehsil Srinivaspur, huyện Kolar, bang Karnataka, Ấn Độ.